# Elezioni presidenziali in Venezuela del 2006
Le elezioni presidenziali in Venezuela del 2006 si tennero il 3 dicembre. Esse videro la vittoria di Hugo Chávez, sostenuto dal Movimento Quinta Repubblica, che sconfisse Manuel Rosales, sostenuto da Un Nuovo Tempo, e fu rieletto Presidente del Venezuela.

## Risultati
| Candidati            | Partiti                     | Voti       | %     |
| -------------------- | --------------------------- | ---------- | ----- |
| Hugo Chávez          | Movimento Quinta Repubblica | 7 309 080  | 62,85 |
| Manuel Rosales       | Un Nuovo Tempo              | 4 292 466  | 36,91 |
| Luis Reyes           | Joven                       | 4 807      | 0,04  |
| Venezuela Da Silva   | Nuevo Orden Social          | 3 980      | 0,03  |
| Carmelo Romano Pérez | Mov Liberal Pueblo Unido    | 3 735      | 0,03  |
| Alejandro Suárez     | Mov Sentir Nacional         | 2 956      | 0,03  |
| Eudes Vera           | Iniciativa Propia           | 2 806      | 0,02  |
| Carolina Contreras   | Iniciativa Propia           | 2 169      | 0,02  |
| Pedro Aranguren      | Mov Conciencia País         | 2 064      | 0,02  |
| José Tineo           | Venezuela Tercer Milenio    | 1 502      | 0,01  |
| Yudith Salazar       | Hijos de la Patria          | 1 355      | 0,01  |
| Ángel Yrigoyen       | Rompamos Cadenas            | 1 316      | 0,01  |
| Homer Rodríguez      | Por Querer a Venezuela      | 1 123      | 0,01  |
| Isbelia León         | Institución Fuerza y Paz    | 793        | 0,01  |
| Totale               | Totale                      | 11 630 152 | 100   |